# 连山关站
连山关站，位于中华人民共和国辽宁省本溪市本溪满族自治县连山关镇，是沈丹铁路上的火车站，建于1907年，由沈阳局集团管辖。

## 歷史
- 建于1907年。

## 車站周邊
- 中国联通连山关营业厅
- 连山关镇卫生院

## 外部連結
- 中国铁路客户服务中心 （页面存档备份，存于）